# Scoglio Suvace
Lo scoglio Suvace è un'isola dell'Italia, nel Lazio.